# Championnat du Mali de football 2022-2023
Navigation
Saison précédente Saison suivante
La saison 2022-2023 du Championnat du Mali de football est la 53e édition de la première division malienne, la Ligue 1.
Les seize clubs engagés sont regroupés au sein d'une poule unique et s'affrontent deux fois, à domicile et à l'extérieur. Les deux derniers du classement final sont relégués et remplacés par les deux meilleures formations de deuxième division.
Le Djoliba Athletic Club est le tenant du titre.

## Qualifications continentales
Le vainqueur du championnat se qualifie pour la Ligue des champions de la CAF 2023-2024. Le vainqueur de la Coupe du Mali est qualifié pour la Coupe de la confédération 2023-2024.

## Les clubs participants
- Djoliba AC
- AS Real Bamako
- Lafia Club
- AS Bakaridjan
- Stade malien
- Onze Créateurs de Niaréla
- CO Bamako
- USC Kita
- AS Black Stars de Badalabougou
- USFAS Bamako
- US Bougouni - promu de deuxième division
- Yeelen Olympique
- Association sportive de la Police de Bamako
- Association sportive de Korofina
- Afrique Football Elite
- Binga Football Club - promu de deuxième division

## Compétition
Le barème de points servant à établir le classement se décompose ainsi :
- Victoire : 3 points
- Match nul : 1 point
- Défaite : 0 point

### Classement
| Rang | Équipe                         | Pts | J  | G  | N  | P  | Bp | Bc | Diff |
| ---- | ------------------------------ | --- | -- | -- | -- | -- | -- | -- | ---- |
| 1    | AS Real Bamako                 | 62  | 30 | 18 | 8  | 4  | 45 | 17 | +28  |
| 2    | Djoliba AC T                   | 59  | 30 | 16 | 11 | 3  | 39 | 12 | +27  |
| 3    | USFAS Bamako                   | 49  | 30 | 12 | 13 | 5  | 32 | 22 | +10  |
| 4    | AS Bakaridjan                  | 47  | 30 | 13 | 8  | 9  | 29 | 23 | +6   |
| 5    | Onze Créateurs de Niaréla      | 45  | 30 | 12 | 9  | 9  | 34 | 28 | +6   |
| 6    | Afrique Football Elite         | 44  | 30 | 12 | 8  | 10 | 30 | 21 | +9   |
| 7    | Binga FC P                     | 43  | 30 | 10 | 13 | 7  | 24 | 19 | +5   |
| 8    | US Bougouni P                  | 43  | 30 | 11 | 10 | 9  | 39 | 35 | +4   |
| 9    | Stade malien C                 | 41  | 30 | 9  | 14 | 7  | 21 | 16 | +5   |
| 10   | AS de Korofina                 | 38  | 30 | 8  | 14 | 8  | 25 | 26 | -1   |
| 11   | AS Police                      | 37  | 30 | 9  | 10 | 11 | 39 | 35 | +4   |
| 12   | USC Kita                       | 33  | 30 | 7  | 12 | 11 | 23 | 28 | -5   |
| 13   | AS Black Stars de Badalabougou | 31  | 30 | 6  | 13 | 11 | 30 | 38 | -8   |
| 14   | CO Bamako                      | 30  | 30 | 7  | 9  | 14 | 22 | 43 | -21  |
| 15   | Lafia Club                     | 22  | 30 | 3  | 13 | 14 | 17 | 36 | -19  |
| 16   | Yeelen Olympique               | 12  | 30 | 3  | 3  | 24 | 21 | 61 | -40  |

|  | Qualification pour la Ligue des champions de la CAF 2023-2024 |
|  | Qualification pour la Coupe de la confédération 2023-2024     |
|  | Relégation en Deuxième division                               |
|  | T Tenant du titre P : Promu                                   |

## Bilan de la saison
| Championnat du Mali de football 2022-2023 |                                |
| Champion                                  | AS Real Bamako (7e titre)      |
| Coupes et trophées                        |                                |
| Vainqueur de la Coupe du Mali 2022-2023   | Stade malien                   |
| Qualifications continentales              |                                |
| Ligue des champions de la CAF 2023-2024   | AS Real Bamako                 |
| Coupe de la confédération 2023-2024       | Stade malien                   |
| Promotions et relégations                 |                                |
| Promus en Ligue 1                         | US Bougouba                    |
| Promus en Ligue 1                         | Arsenal Talent Sportif de Koro |
| Relégués en Ligue 2                       | Lafia Club                     |
| Relégués en Ligue 2                       | Yeelen Olympique               |